# Грав-Сент-Аман
Грав-Сент-Ама́н (фр. Graves-Saint-Amant) — коммуна во Франции, находится в регионе Пуату — Шаранта. Департамент — Шаранта. Входит в состав кантона Шатонёф-сюр-Шарант. Округ коммуны — Коньяк.
Код INSEE коммуны — 16297.

## География
Коммуна расположена приблизительно в 410 км к юго-западу от Парижа, в 110 км южнее Пуатье, в 20 км к западу от Ангулема.
Вдоль северной границы коммуны протекает река Шаранта. На западе коммуны протекает ручей Анквиль.

## Население
Население коммуны на 2008 год составляло 324 человека.
| 1962 | 1968 | 1975 | 1982 | 1990 | 1999 | 2008 |
| ---- | ---- | ---- | ---- | ---- | ---- | ---- |
| 214  | 227  | 217  | 203  | 259  | 338  | 324  |

## Экономика
В 2007 году среди 212 человек в трудоспособном возрасте (15—64 лет) 164 были экономически активными, 48 — неактивными (показатель активности — 77,4 %, в 1999 году было 77,6 %). Из 164 активных работали 152 человека (90 мужчин и 62 женщины), безработных было 12 (5 мужчин и 7 женщин). Среди 48 неактивных 13 человек были учениками или студентами, 11 — пенсионерами, 24 были неактивными по другим причинам.

## Достопримечательности
- Церковь Сент-Аман (XII век). Была разрушена протестантами, восстановлена в XVII веке
  - Бронзовый колокол (1605 год). Диаметр — 56 см. На колоколе выгравирована надпись: MIL VI C ET V.M.PO (UPEAU). Исторический памятник с 1944 года[3]
- Приходская церковь Сен-Мартен[фр.] (XII век)
  - Бронзовый колокол (1500 год). Исторический памятник с 1943 года[4]
  - Фреска «Благовещение» (XV век). Высота — 153 см, ширина — 207 см. В 1977 году была реставрирована. Исторический памятник с 1911 года[5]
- Поместье Курпето (XVII век)
- Замок Анквиль

## Фотогалерея
- Церковь Сент-Аман
- Замок Анквиль
- Мэрия